# Championnat de Thaïlande féminin de football
Le championnat de Thaïlande féminin de football est une compétition féminine de football opposant les meilleures équipes de Thaïlande.

## Palmarès
| Édition        | Vainqueur                               | Dauphin                                 |
| -------------- | --------------------------------------- | --------------------------------------- |
| 2008-2009      | Rattanabundit                           | BG Bundit Asia                          |
| 2010           | GH Bank RBAC                            | BG Bundit Asia                          |
| 2011           | BG Bundit Asia                          | GH Bank RBAC                            |
| 2012           | non organisé                            | non organisé                            |
| 2013           | BG Bundit Asia                          | Bangkok FC                              |
| de 2014 à 2016 | non organisé                            | non organisé                            |
| 2017           | Chonburi FA                             | BG Bundit Asia                          |
| 2018           | non organisé                            | non organisé                            |
| 2019           | Chonburi FA et BG Bundit Asia (égalité) | Chonburi FA et BG Bundit Asia (égalité) |
| 2020           | non organisé                            | non organisé                            |
| 2021-2022      | BG Bundit Asia                          | Chonburi FA                             |
| 2022-2023      | Bangkok                                 | Chonburi FA                             |
| 2023-2024      | BG Bundit Asia                          | Bangkok                                 |
| 2024-2025      | BG Bundit Asia                          | Chonburi FA                             |

| Club           | Victoires | 2e |
| -------------- | --------- | -- |
| BG Bundit Asia | 6         | 3  |
| Chonburi FA    | 2         | 3  |
| GH Bank RBAC   | 1         | 1  |
| Rattanabundit  | 1         | 0  |
| Bangkok        | 1         | 1  |